# Melipotis roseata
Melipotis roseata là một loài bướm đêm trong họ Erebidae.